# 黑糖
黑糖，又稱黑砂糖，是一種部分精製或者完全未精製的糖，具有濃郁的糖蜜含量和風味，顏色呈現較深的棕黑色。
與加工白砂糖相比，黑糖中各種礦物質的含量較高。其主要用於食品、糖果、蘭姆酒和赤霞珠酒精飲料中。目前黑糖的最大生產國和消費國都是印度。
黑糖的外觀為深褐色的固體狀或粉末狀，基本以“甘蔗”這種植物為原料。如果要製造黑糖，先要將甘蔗榨汁，再透過中和、沉澱等方式去除雜質，然後煮沸並濃縮，且在此期間不能進行“糖蜜分離”，最終冷卻後方才製成黑糖。

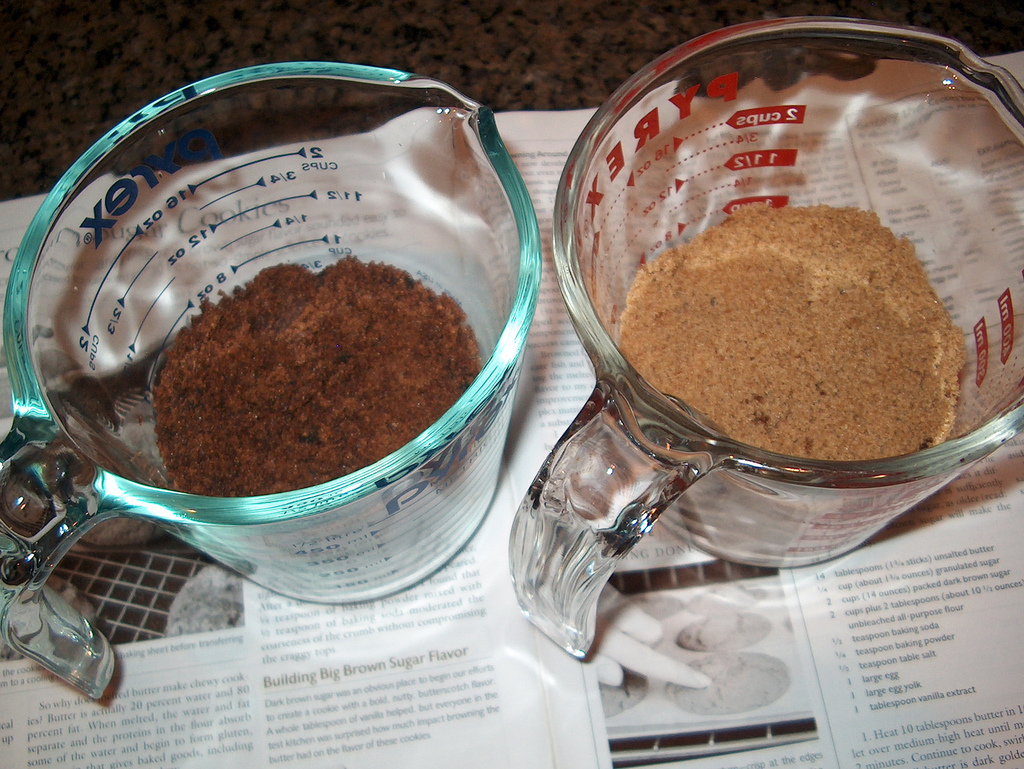
圖左即為本文的“黑糖”[6]，圖右為另一種棕色的糖“紅糖”。
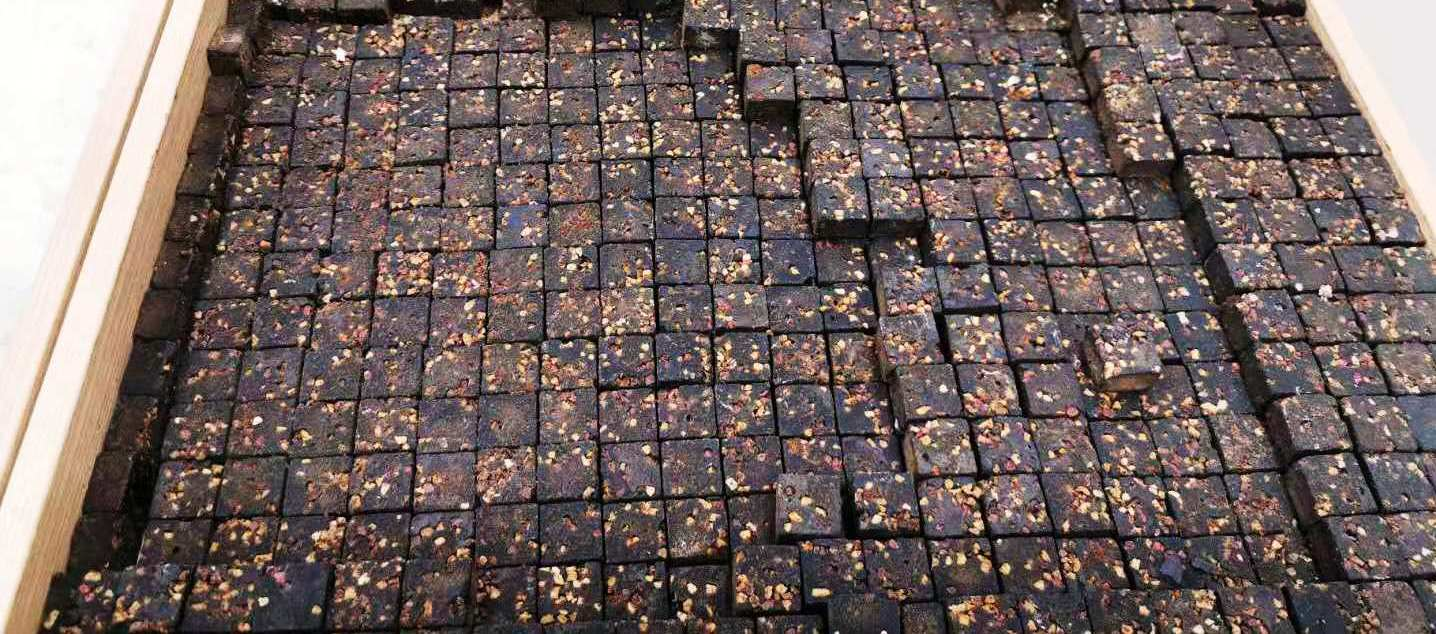
中國雲南省的傳統黑糖，可加入玫瑰、桂花、老姜等香料。

## 語源及名稱
黑糖的英文名稱是“muscovado”，它源自於葡萄牙語“açúcar mascavado（未精製的糖）”。黑糖的印度英語名稱是“khandsari”和“khand（有時拼寫為khaand）”。
“黑糖”在閩南語區也可寫為“烏糖”，此名稱多見於台灣、中國廣東、福建、日本及其沖繩地區。在台灣，黑糖的命名方式常常因為各個糖廠而不同。

## 定義
目前，世界上大部份國家對“黑糖”一詞並沒有嚴格的法律定義，也沒有一個國際標準（如食品法典或原產地標記保護）來認證某糖是否能為黑糖。這導致製造商將各種糖產品混淆，讓黑糖和紅糖、黃砂糖、甚至棕櫚糖之間的界限難以辨認。

### 台灣的定義
黑糖是指加工程度比白砂糖、冰糖要低的，保留較多甘蔗中原本的成分與風味的，營養價值也較高的（如礦物質鉀、鈣、鎂等）糖類。因此，黑糖在台灣屬於「添加糖」的一種，雖然營養素較高，但其實並不健康，需限量攝取。

### 歐美的定義
從採用的工藝上來講，歐美的黑糖通常應該是“非離心的蔗糖”或“有離心的、但只有部分精製的糖”。

### 日本的定義
在日本，消費者廳於2010年（平成22年）修訂了《JAS法解釋通知》中關於「食品標示Q&A」的條文，並於2011年（平成23年）再次修訂，明確了“黑糖為何”。根據日本政府的定義，“黑糖”和“黑砂糖”是完全同樣的意思，具體定義如下：
- 黑糖和黑砂糖是，由甘蔗汁經過中和、沉澱等方法去除不純物，並進行煮沸濃縮後，未經糖蜜分離等處理，直接冷卻製成的固體或粉末狀糖[14]。 ——《食品標示Q&A》

至於為何消費者廳要如此明確的定義黑糖，是因為曾經有近三分之一的日本人在問卷調查中不清楚黑糖和和普通的褐色、棕色砂糖有什麼區別。在日本以前的傳統上，重度加工過後發黑的糖，或者黃砂糖直接混合糖蜜而成的糖也能被標示為「黑糖」，但在日本政府頒布精確的定義之後，任何不符合該黑糖定義的產品都不再能使用「黑糖」作為商品名稱。另外，此定義並非消費者聽的單方面，掌管日本有關黑糖的農業生產的“日本黑砂糖協會”也認可這個定義。
此外，沖繩縣的“黑砂糖協同組合”將沖繩黑糖定義為：“在沖繩縣和鹿兒島縣的離島地區生產的含蜜糖，該糖是通過僅將甘蔗汁煮沸濃縮而不進行其他加工製成的糖。”目前市面上能滿足“沖繩黑糖”的定義的工廠在全日本只有12個，其中有4個是在該組織直屬的，另外有8個在沖繩縣的離島設廠。「沖繩黑糖」這一名稱在2006年（平成18年）4月已經獲得日本特許廳的商標註冊，並於同年6月被認證為同類產品中的「正宗正品」，沒有認證，就不可隨意盜用此名稱進行商業販賣。

## 歷史

### 印度和中東
已知最早的“結晶糖”始於印度北部，大約在西元前1000年，南島語族的商人在和印度人進行貿易時，把製造糖的原料“甘蔗”引進了東南亞。目前，是誰第一次生產甘蔗糖，生產它的具體日期又是多少，仍不清楚。不過可以確定的是，最早的關於“如何製造糖的技術”的文獻證據，來自於印度的“梵文”和“巴利文”。
大約在8世紀，穆斯林和阿拉伯人把製造糖的技術從印度引進到地中海、美索不達米亞、埃及、北非和安達盧西亞的阿拔斯王朝的其他地區。到了10世紀，有資料顯示美索不達米亞的每個村莊都已經有種植甘蔗來自用了。

### 歐洲和美洲
近代以來，歐洲人對美洲和亞洲的殖民也導致了糖產量的快速成長。歐洲國家在許多熱帶國家的殖民地建立了甘蔗種植園，例如印度洋島嶼、西印度群島、南美洲和北美洲 L。這些種植園的勞動力通常由契約傭工、奴隸或被綁架的太平洋島民來提供生產，這導致了跨大西洋和印度洋奴隸貿易的興起。“生產糖的種植園”被視為“經濟作物種植園”的一種，而持續為歐洲母國提供經濟動力。甘蔗通常在種植園中，經常被精煉成“原糖”或蒸餾成“朗姆酒”，或被送到其它食品工廠中二次加工。
其中，“原糖”的作用最多，可以被運到港口去外國賣，可以直接賣到當地，又可以加入酒精飲料中提升風味，還可以作為“粗糖”出口到歐洲和美洲的甜點工廠。而本條目的“黑糖”就是在此時產生的。在19世紀的歐洲，經過精煉而失去大部分糖蜜的“原糖”被貼上“白砂糖”的標籤，被認為是質量較高的糖；而糖蜜含量高的劣質糖，或者在白砂糖生產過程中留下來的產物則被稱為“黑糖”。在這個定義中，黑糖也可被叫做“紅糖”。

### 東亞
在琉球王國，黑糖的生產始於1623年（元和9年，琉球王朝尚豐3年）。當時，琉球王國派遣使者前往中國的福州，學習黑糖的製糖技術，由儀間真常引進到琉球國，這標誌著沖繩黑糖正式開始生產。此後，黑糖逐漸融入琉球-沖繩地區的生活與文化，並成為當地農業和出口的重要商品之一。
1609年，日本德川幕府的一個藩國“薩摩藩”入侵琉球，並將奄美群島變成日本的屬國。而製造黑糖的工藝，也順勢從琉球王國傳入薩摩藩，也就是今天的九州島，成為日本九州地區的重要收稅來源。1747年，日本幕府不再要求薩摩藩上貢白米，而是改為上貢黑糖就好。大面積種植甘蔗的行為，在為統治階層增加收入的同時，也讓九州島民陷入了糧食短缺。現今，九州人仍然把那段吃不起白米飯只能吃黑糖生存的日子稱為「黑糖地獄」。
如今，黑糖已經不是沖繩縣和九州島的主要農產品了，但仍是有名的土特產之一。2017年～2018年，日本國內的黑糖產量約為10,350公噸，其中沖繩縣生產9,642公噸，而九州的鹿兒島縣則為708公噸。目前，沖繩的黑糖主要產於伊江島、粟國島、伊平屋島、多良間島、小濱島、與那國島、西表島及波照間島的8座離島的製糖工廠。鹿兒島縣則主要在德之島、喜界島、奄美大島、種子島等離島，九州的黑糖不是以大型加工產，而是以小型作坊的形式進行生產。
雖然黑糖至今仍然是琉球群島及其離島的經濟收入之一，但因為進口糖及加工黑糖的價格低廉，導致“沖繩黑糖”這個認證商品名有時會銷售困難，或者囤積倉庫。

## 生產方式

### 製造法
在製造黑糖時，要先將甘蔗汁熬煮，還讓等它結晶化。這時候，甘蔗中糖分會變成濃稠懸浮液，懸浮在甘蔗滲出的水之上。這個懸浮液稱為「糖漿結晶體（massecuite）」，由“糖晶”與“糖蜜”兩部分組成。
簡單來說，就是要將甘蔗莖的榨汁加熱，透過蒸發水分來濃縮，然後冷卻凝固製成。為了中和酸性並使雜質更易沉澱，會在榨汁中加入石灰。然而，未經糖分的分離與精製，因此在糖類分類上屬於「含蜜糖的糖」。
在19世紀之前，製造黑糖可以通過各種工法來完成，而目前，製造黑糖基本只會用以下三種方法：
1. 手工非離心製法：將糖漿結晶體倒入鍋中冷卻，並持續攪拌，使其顆粒化。在印度，通常使用鏟子攪拌；而在非洲，則常見以腳踩壓的方式來促進顆粒化。
2. 工業離心機製法：這種方法始於18世紀末至19世紀初，把甘蔗汁倒入離心機中，使糖漿結晶化，再用網子瀝乾糖蜜，使糖晶體和糖蜜分離。
3. 現代工業製法：直接使用一體化的噴霧乾燥機（spray drier）來生產黑砂糖。

此外，同樣的步驟也可用於椰子汁，來製造“椰糖（Jaggery）”，但與黑糖不同，椰糖經歷的攪拌、離心或噴霧乾燥的過程明顯更短，還可直接倒入模具中成為糖果。

### 生產國
全球每年約生產1,000萬至1,100萬噸黑糖，地球上僅有20幾個國家生產。根據資料，具體按產量的排名如下：印度（58%），哥倫比亞（14%），緬甸（9%），巴基斯坦（6%），巴西（4%），孟加拉（3%）以及中國（3%）。
在印度，大多數黑糖不是用英美的英文名稱“muscovado”，而是使用印度當地的英文名“Khand”。印度黑糖主要由150家中小型私人廠商生產，並受“印度紡織村工業委員會”（Khadi and Village Industries Commission） 監管品質。這些工廠不一定能做到絕對衛生，但可以保證無化學添加、純手工攪拌，這些小型私人工廠每年只會開工100～120天，它們加起來每日要處理200～350噸甘蔗。主要產區為：
- 馬哈拉施特拉邦（Maharashtra）：58%
- 比哈爾邦（Bihar）：6%
- 卡納塔克邦（Karnataka）：5%
- 中央邦與恰蒂斯加爾邦（Madhya Pradesh & Chhattisgarh）：6%

在非洲的模里西斯共和國（Mauritius），黑糖的製造方式與印度不同，當地在離心的步驟中只採用“離心機”來分離糖晶，但在瀝乾的步驟中又只採用“自然瀝乾”來做出糖蜜。
在菲律賓，以上三種黑糖的生產方式都有。19世紀至1970年代末，黑糖曾是菲律賓這個國家的最重要出口產品，特別是來自西米沙鄢（Western Visayas）內格羅斯島（Negros） 的產量最多。
在日本，主要生產於沖繩縣及鹿兒島縣的奄美地區，作為販賣給觀光客的當地土特產。
在台灣，過去曾大量生產黑糖並加以出口，但近年來已逐漸產量減少。
另外，在巴巴多斯、越南、斐濟等地也生產黑糖，其中巴巴多斯產的黑糖在英語中也可被直接稱為「巴巴多斯糖（Barbados sugar）」。
然而，隨著能方便製造白砂糖的、大型工業化的糖廠興起，小型製糖工坊逐漸被取代，導致全球的黑糖產業衰退。但近年來，由於消費者對有機食品、健康飲食的興趣增加，沒有過度加工的黑糖的需求量又重新上升了，這使得某些小型製糖業得以維持下去。

### 加工黑糖
在日本，“加工黑糖”指的是粗糖、糖蜜、黑糖和水再次混合，經過雜質去除、煮沸濃縮、冷卻的過程，後製成的固體或粉末狀糖類產品。根據日本政府的定義，加工黑糖不算黑糖，只能算加工食品，但黑糖必須佔據加工黑糖比例的5%以上。如果使用甘蔗汁替代黑糖的話，就不能叫加工黑糖了，而應該叫“加工蔗糖”，目前日本對加工蔗糖沒有明確的定義。
像上述“定義”一節中所介紹的那樣，加工黑糖曾以「黑砂糖」或「黑糖」的名稱銷售，但從2012年4月1日起就不行了。為了避免消費者混淆，那些不是按照日本政府規定的方式所生產的、類似黑糖的糖類製品，不管是日本國內生產的還是外國的，一律統稱為「加工黑糖」。

## 營養成分
如果黑糖是在受控、可控的條件下製造的話，那就必定比普通的白砂糖更為營養，原因是黑糖保留了更多甘蔗汁中的礦物質。以下是平均每100克黑糖能估算出的營養比例：
- 礦物質總量：最高 740 毫克
- 磷（P）：最高 3.9 毫克
- 鈣（Ca）：最高 85 毫克
- 鎂（Mg）：最高 23 毫克
- 鉀（K）：最高 100 毫克
- 鐵（Fe）：最高 1.3 毫克
- 熱量：383 千卡

由於黑糖中含有較多的“糖蜜”，所以比白砂糖更容易結塊，所以在市面上以“磚塊狀”銷售，或者把大塊敲碎成小塊。在食用黑糖是，可進一步搗碎或磨粉，或者真快丟入水中溶解。黑糖既可以作為料理或點心的食材，也可加入咖啡或紅茶作為甜味劑。此外，也能像糖果一樣直接含入口中，品味其風味。
黑糖含有甘蔗中的生物鹼及多種成分，其中的蔗糖（砂糖）的含量只有80%以上，是目前所有可使用砂糖中最低的。因為糖蜜中富含鈣、鐵、鋅等多種礦物質，因此糖蜜較多的黑糖自然也有這些營養，但礦物質較多也會導致黑糖會帶點苦澀的雜味。與此同時，品質好的黑糖會擁有類似焦糖奶油般的、濃郁的、獨特的甜味。由於黑糖的風味太過獨特且氣味濃烈，只適用於部份在料理和甜點，不能配合大多數加糖的食物。

### 食品安全
在“把甘蔗製成黑糖”的過程中，由於人類的手或者甘蔗皮的接觸，而可能讓黑糖含有“肉毒桿菌孢子”。這些孢子即使經過長時間加熱、熬煮、濃縮等步驟，仍可能存活。因此，與蜂蜜相同，1歲以下的嬰兒不建議食用黑糖，因為可能會引發「嬰兒型肉毒桿菌中毒」，嚴重時會導致死亡。雖然這些毒素對成年人來說無害，但1歲以下的嬰兒應該絕對避免食用一切黑糖、或者含有黑糖的食品（如糖果、點心等）。

## 用途

### 食品與甜點
黑砂糖也普遍存在於人類的烘焙、甜點及熱飲中,它的顏色深褐，顆粒比一般的紅糖更大，也更為黏稠。黑糖的風味和顏色均來自於煮熟的甘蔗汁，它作為食物的特點是耐高溫性佳，且保鮮期長。
在絕大多數食譜中，黑砂糖都可作為紅糖的替代品，但必須同時減少食譜中的液體含量，以平衡濕度。
在印度，使用黑糖製作甜點的歷史可追溯至公元前500年，當時人們已經開始使用製造糖，以及用來精煉糖
另外，黑糖與古爾糖（Gur）、Khandsari（未精製糖）並列為印度傳統甜味劑，除了咖啡，還可用於：
- 瑪薩拉茶（Masala chai）
- 印度烤餅（Roti），拌入融化的酥油（Ghee）一起食用
- 傳統印度甜點，如：
  - 奇爾（Kheer）——印度米布丁
  - Gur 或 Khandr Chawal——甜米飯
  - Laddu——印度球狀甜點

在日本的沖繩縣和鹿兒島縣等甘蔗種植盛行的地區，黑糖作為日常甜味料廣泛流通。然而，在日本其他地區，黑糖因富含礦物質而被直接當作健康食品，主要在健康食品專區或地方特產專區販售。在九州及沖繩等傳統產地，黑糖也被廣泛運用於當地的傳統點心和料理之中。

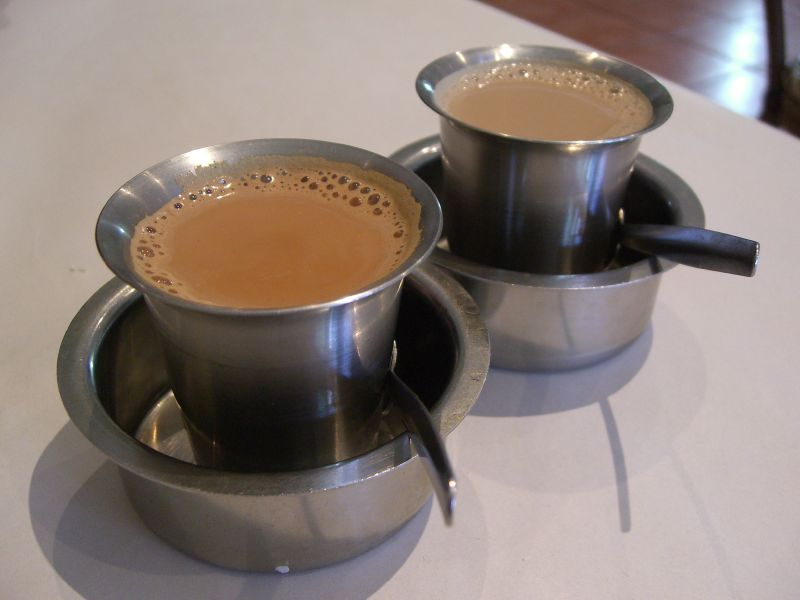
在印度，黑糖可以加入瑪薩拉茶（Masala chai） 和印度過濾咖啡（Indian filter coffee）中，充當甜味劑。

### 黑蜜或黑糖糖漿
黑蜜，又翻譯為黑糖糖漿，是日本的一種糖漿。是將黑糖溶於冰水中，一起煮沸，再濃縮，使糖漿具有黑色閃耀的光澤，以及一定稠度。另外，黑蜜由製造白砂糖過程中產生的糖蜜加水煮熟而成。在日本，黑蜜常用於澆在甜味零食上食用，例如蜜豆、蕨餅、葛餅等，不同地區也會將其淋在心太（類似涼粉）上食用。

在台灣，受到中國福建省移民和日本統治時代的雙重影響，黑蜜廣泛應用於剉冰、豆花和珍珠奶茶中，作為傳統台式甜點的黑色糖漿使用。

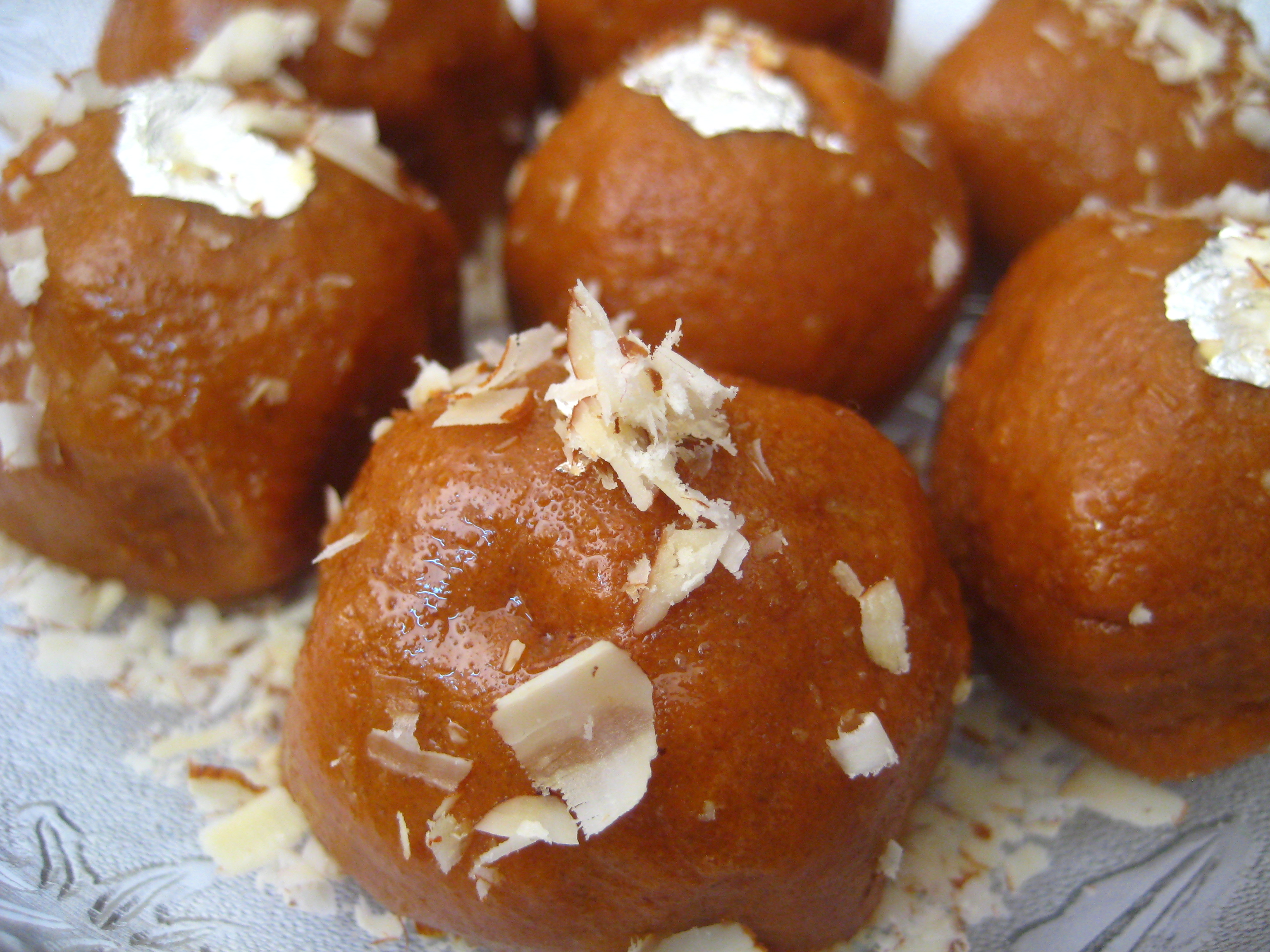
古拉布炸奶球（Gulab Jamun）——印度傳統甜點之一，即使用黑糖製作。
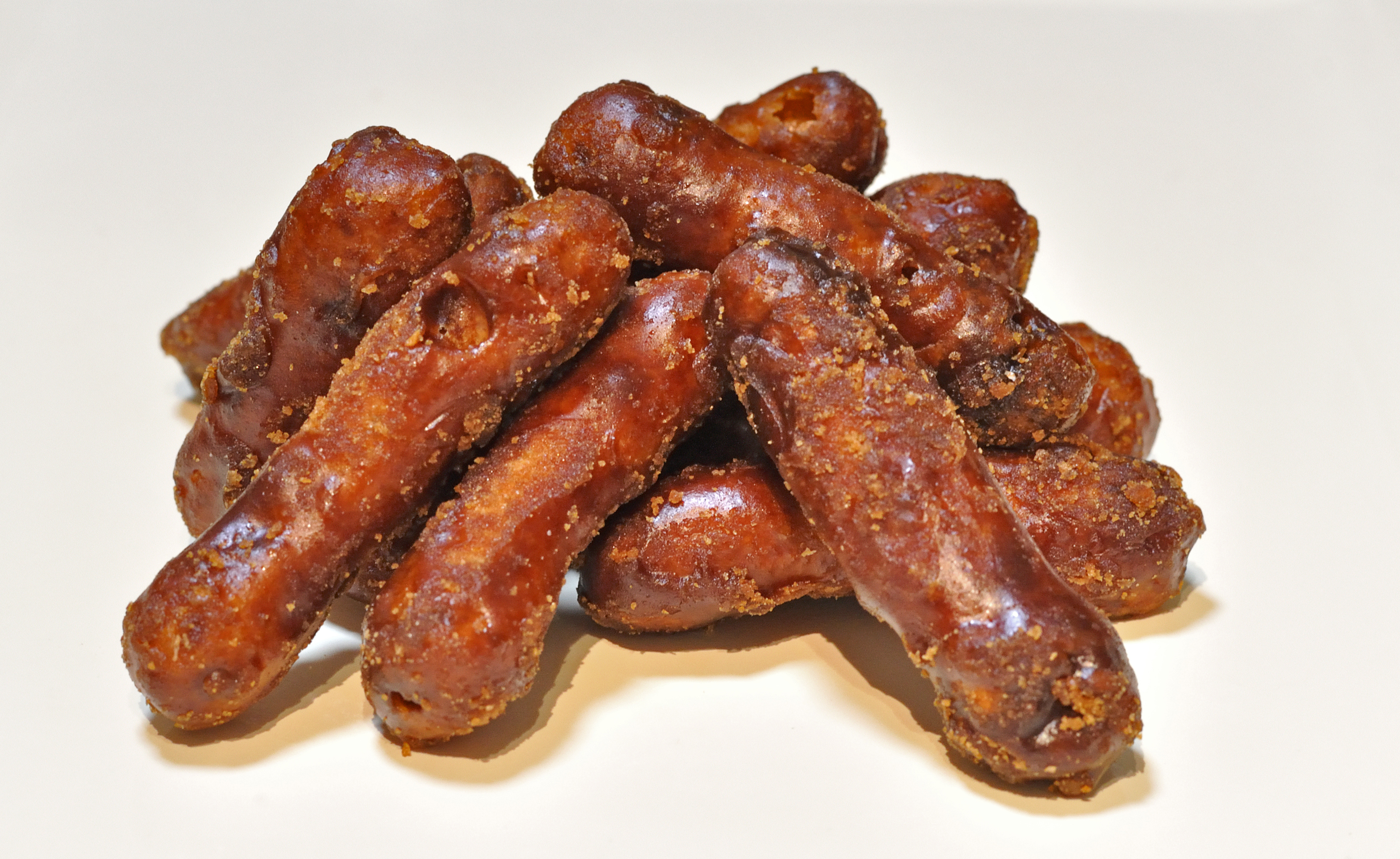
日本的油炸黑糖零食“花林糖”

### 酒類
在印度生產的黑糖中，有相當一部份產量被用於非法“釀造”，主要是來釀造“印度蒸餾酒（Desi Daru）”。

## 腳註
1. ↑  Education World: The Human Development Magazine. 2004. Volume 6, Issues 7-12, p.78
2. ↑  Souvenir, Silver Jubilee Celebrations and 22nd Annual Convention, Indian Society of Agricultural Engineers, 29-31 Oct. 1985 Held at Central Institute of Agricultural Engineering, pp.116
3. ↑  Bhardwaj, Amit.  (PDF). Indian Sugar Mills Association. New Delhi: World Association of Cane and Beet Growers Conference. 25 March 2013. （原始内容存档 (PDF)于20 June 2015）.
4. ↑  Dhawan, B. D. . Economic and Political Weekly. April 15, 1967, 2 (15): 723, 725–7. JSTOR 4357817.
5. ↑  食品に関するQ&A - 農林水産省 (2010年) 2023年7月18日閲覧。
6. ↑   (PDF).   [2022-04-10]. （原始内容 (PDF)存档于2022-06-25）.
7. ↑  . 牛津英語詞典 (第三版). 牛津大學出版社. 2005-09 （英语）.
8. ↑  . Merriam-Webster.   [20 April 2019].
9. ↑  教育部臺灣閩南語常用詞辭典
10. 1 2  . 嘉義縣社區營養推廣中心.   [2025-2-23].
11. ↑  . （原始内容存档于17 April 2015）.[自述来源]
12. ↑  Prince, Rose. . The Daily Telegraph (London). 9 November 2011  [19 June 2017].
13. ↑   (PDF) (新闻稿). 消費者庁. 2011-03-30  [2018-05-26]. （原始内容 (PDF)存档于2018-02-21）.
14. 1 2  . 消費者庁食品表示企画課. 2011-03  [2018-05-26].
15. ↑   (PDF) (新闻稿). 消費者庁. 2011-03-30  [2018-05-26]. （原始内容 (PDF)存档于2018-02-21）.
16. 1 2  . 日本黒砂糖協会.   [2018-05-26].
17. ↑  沖縄県黒砂糖協同組合について 沖縄県黒砂糖協同組合
18. ↑  黒糖について 沖縄県黒砂糖協同組合
19. ↑  Daniels, Christian; Menzies, Nicholas K. Needham, Joseph , 编. . Cambridge University Press. 1996: 177–185. ISBN 9780521419994.
20. ↑  See:
  - George Watt (1893), The Economic Products of India, W. H. Allen & Co., Vol 6, Part II, pages 29–30;
  - J.A. Hill (1902), The Anglo-American Encyclopedia, Volume 7, page 725;
  - Thomas E. Furia (1973), CRC Handbook of Food Additives, Second Edition, Volume 1, ISBN 978-0849305429, page 7 (Chapter 1, by Thomas D. Luckey);
  - Mary Ellen Snodgrass (2004), Encyclopedia of Kitchen History, ISBN 978-1579583804, Routledge, pages 145–146
21. ↑  Watson, Andrew. Agricultural innovation in the early Islamic world. Cambridge University Press. p. 26–7.
22. ↑  . National Maritime Museum. （原始内容存档于25 November 2011）.
23. ↑  Abbott, Elizabeth. . London and New York: Duckworth Overlook. 2009 [2008]. ISBN 978-0-7156-3878-1.
24. ↑  . Slavery in the North.
25. ↑  Accum, Fredrick Christian, Culinary Chemistry Exhibiting the Scientific Principles of Cookery (1821), London, p. 289.
26. ↑  . 沖縄コンパクト事典. 琉球新報. 2003-03-01  [2019-01-10].
27. ↑  . 沖縄こどもランド. 沖縄県. 2015-09-01  [2019-01-27].
28. ↑  宮本茂頼. . 朝日新聞. 2018-06-05.
29. ↑   (PDF). 鹿児島県立奄美図書館.   [2019-01-27].
30. ↑   (PDF). 精糖工業会.   [2019-01-27].
31. ↑  . 沖縄県黒砂糖工業会. 2014-10  [2019-01-27].
32. ↑  杉本明. . 農畜産業振興機構. 2010-03-06  [2019-01-27].
33. ↑  岡山信夫.  (PDF). 農林金融 (農林中金総合研究所). 2014-09, 67 (9).
34. ↑  「沖縄黒糖 前例内在庫過多／離島経済に危機感／JA 販促へ推進室■行政支援求める声」『日本農業新聞』2019年11月7日（1面）2019年11月14日閲覧
35. ↑  Orr, W. (1844), The Magazine of Domestic Economy, Vol. 5, p. 107.
36. ↑  Reed, W. (1866), The History of Sugar and Sugar Producing Plants, pp. 82–89.
37. ↑  Martineau, G. (1918), "Sugar from several points of view", in The Chemical News and Journal of Industrial Science, 117.
38. ↑  Prince, Rose. . The Daily Telegraph (London). 9 November 2011  [19 June 2017].
39. ↑  . （原始内容存档于17 April 2015）.[自述来源]
40. ↑   (PDF). Datupagles.com.   [2016-07-30].
41. ↑  Larkin, W. : 55–58. 1993.
42. ↑  Roger Knight, G. (2013), Commodities and Colonialism: The Story of Big Sugar in Indonesia, 1880–1942, p. 4.
43. ↑  Larkin, W. : 55–58. 1993.
44. ↑  Bhardwaj, Amit.  (PDF). Indian Sugar Mills Association. New Delhi: World Association of Cane and Beet Growers Conference. 25 March 2013. （原始内容存档 (PDF)于20 June 2015）.
45. ↑  Dhawan, B. D. . Economic and Political Weekly. April 15, 1967, 2 (15): 723, 725–7. JSTOR 4357817.
46. ↑  Bhardwaj, Amit.  (PDF). Indian Sugar Mills Association. New Delhi: World Association of Cane and Beet Growers Conference. 25 March 2013. （原始内容存档 (PDF)于20 June 2015）.
47. ↑  Prince, Rose. . The Daily Telegraph (London). 9 November 2011  [19 June 2017].
48. ↑  . （原始内容存档于17 April 2015）.[自述来源]
49. ↑   (PDF). Datupagles.com.   [2016-07-30].
50. ↑  Larkin, W. : 55–58. 1993.
51. ↑  Roger Knight, G. (2013), Commodities and Colonialism: The Story of Big Sugar in Indonesia, 1880–1942, p. 4.
52. ↑  Larkin, John A. . Escholarship.org.   [2008-12-01].
53. ↑  . Agriculture Business Week. 2008-07-24  [2009-05-27]. 原始内容存档于2008-10-13.
54. ↑  . japan-kurozatou-org.com.   [2018-06-07] （日语）.
55. ↑  Zhu, Agnes. . The Daily Californian. Berkeley, CA, USA. 24 October 2014.
56. ↑  . Sugarindia.com. （原始内容存档于9 April 2016）.
57. ↑  沖縄県黒砂糖協同組合について 沖縄県黒砂糖協同組合
58. ↑  Smooth Life - 黒糖の栄養と効能がスゴイ！おすすめの活用法とは？
59. ↑   (PDF).   [2021-11-1].
60. ↑  Michael Krondl, Sweet Invention: A History of Dessert, Chicago Review Press, ISBN 978-1556529542, pp. 34–35
61. ↑  "Jaggery – A Traditional Indian Sweetener", P. V. K. Rao, M. Das  S. K. Das, Indian Journal of Traditional Knowledge, 2004, vol. 2007 6(1), January 2007, p. 95
62. ↑  Michael Krondl, Sweet Invention: A History of Dessert, Chicago Review Press, ISBN 978-1556529542, pp. 34–35
63. ↑  "Jaggery – A Traditional Indian Sweetener", P. V. K. Rao, M. Das  S. K. Das, Indian Journal of Traditional Knowledge, 2004, vol. 2007 6(1), January 2007, p. 95
64. ↑  Bhardwaj, Amit.  (PDF). Indian Sugar Mills Association. New Delhi: World Association of Cane and Beet Growers Conference. 25 March 2013. （原始内容存档 (PDF)于20 June 2015）.